# Iván Domínguez
Iván Domínguez  es un ciclista profesional cubano, nacido el 28 de junio de 1976, en La Habana. En 2009 fichó por el equipo UCI ProTour español Fuji-Servetto pero a mitad de temporada al no contar con demasiada suerte respecto a lesiones y a su estado de forma volvió a Estados Unidos, pero esta vez al Rock Racing.

## Palmarés de carretera
2002
- 1 etapa de la Vuelta a la Independencia Nacional

2004
- 1 etapa de Redlands Bicycle Classic
- 1 etapa del Tour de Beauce

2007
- 1 etapa del Tour de California
- 1 etapa Tour de Misuri

2008
- 1 etapa del Tour de Georgia

## Palmarés de pista
1997
- Campeón de Cuba de persecución individual

## Enlaces
- Web del equipo

- Datos: Q24385
- Multimedia: Iván Domínguez / Q24385